# 桃を持った少女
『桃を持った少女』（ももをもったしょうじょ）または『桃と少女』（ももとしょうじょ）（露:Девочка с персиками, Devochka s Persikami. 英:Girl with Peaches）は、ロシアの画家ヴァレンティン・セローフによる1887年の絵画。
「桃を持った少女」は、セローフ作品の中でも最高傑作のひとつである。彼の友人で伝記作家・美術史家イゴール・グラバーリは、「ロシア絵画の傑作」と称賛した。『1000 Drawings of Genius』（2014）は、本作のスタイル（およびセローフの初期のスタイル）は、「フランスの印象派にみられる特徴を有してある。一方のセローフは、この作品を完成させた当時は印象派の作品に精通しているわけではなかった」と指摘している。 

## 解説
この絵は、ロシアの起業家サーヴァ・マモントフの娘である「ヴェラ・マモントフ」（当時11歳）を描いている。
描かれた場所は、モスクワからほど近いアブラムツェボである。その土地を所有していた作家セルゲイ・アクサーコフによって、アブラムツェヴォはロシア芸術文化の中心地の1つとなる。1870年になると、サーヴァ・マモントフがそこを購入し、芸術村としてさらに発展させた。その地に滞在した人々の中には、画家のイリヤ・レーピン、作家のイワン・ツルゲーネフ、画家のミハイル・ヴルーベリ、彫刻家のマーク・アントコルスキーがいた。アブラムツェヴォは、芸術家が集まって真剣に議論し合うだけでなく、生活を営む場所としても快適であった。

## 歴史
1887年、この絵は「モスクワ芸術愛好家協会（the Moscow Society of Lovers of Art）」の展示会で最優秀賞を受賞した。

### 再注目ーネットミーム化
この絵をもとに、ロシアでは様々なインターネットミームが生み出された。例えば少女をユーモラスな設定に置いてみたり、別の人物やキャラクターに置き換えたりする。2014年夏に登場したミームでは、少女の目の前に大きなテーブルがあり、その上に溢れんばかりの料理が並ぶ。タイトルは「桃を持った少女：フルバージョン」。このミームをプーチン大統領も知っていることが判明し話題となった。何故なら、プーチンは時事ニュース等の有益な情報を得る目的でしかインターネットを利用しない、と信じられていたからだ。

## モデル（ヴェラ・マモントフ）

### ヴェラとの出会い
作者セロフは幼い頃から彼女を知っていた。というのも、彼はブラムツェヴォにあるマモントフ邸を頻繁に訪れ、時にはそこに長期間住んでいたことがあったからだ。
そしてセロフは以下のように回想している。
All I wanted was freshness, that special freshness that you can always feel in real life and don't see in paintings. I painted it for over a month and tortured her, poor child, to death, because I wanted to preserve the freshness in the finished painting, as you can see in old works by great masters.
（私が欲しかったのは新鮮さです。実生活では常に感じられるものの、絵画では見られない特別な新鮮さだけでした。 過去の偉大な巨匠たちの作品に見られる、完成した絵の新鮮さをこの絵でも追及したかった。そこで私は1か月以上もかけて作品を仕上げた。しかしながら、彼女を長いこと束縛してしまい、大変可哀そうな想いをさせてしまった。）

### 「桃を持った少女」以降

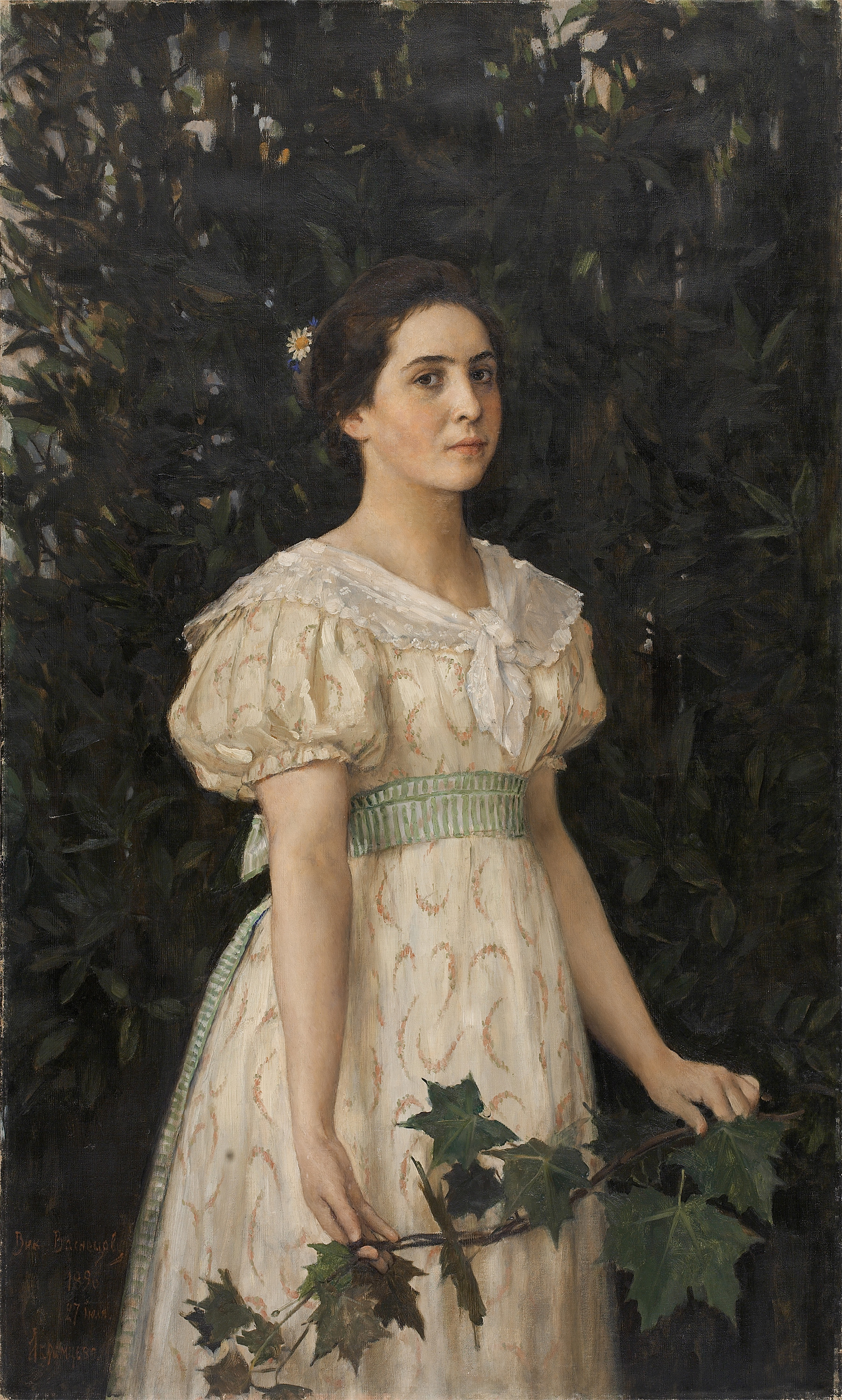
「少女と楓の枝」（20歳頃のヴェラ）

本作のモデルとなったヴェラは、ヴィクトル・ヴァスネツォフ作「少女と楓の枝」（1896年）でも描かれる。1903年に彼女はモスクワ貴族連盟の長、聖務会院の将来の主任検察官、アレクサンドル・ドミートリエヴィチ・サマリンと結婚する。彼らは3人の子どもに恵まれる。しかし、結婚から4年後（1907年）、ヴェラ（32歳）は肺炎にかかり亡くなる。彼女はアブラムツェヴォに埋葬されている。